# Daniele Cesaretti
Daniele Cesaretti (nascido em 19 de abril de 1954) é um ex-ciclista samarinês que competiu no ciclismo nos Jogos Olímpicos de Verão de 1972 e 1976.